# Brachygalaxias bullocki
El puye (Brachygalaxias bullocki), es una especie de pez de la familia de los galaxíidos. Existen varias especies de esta familia que reciben el mismo nombre común de puye.

## Morfología
Son de pequeño tamaño, su longitud máxima descrita es de 5'5 cm.

## Distribución y hábitat
Es un pez de agua dulce bentónico, que vive en ríos de agua templada entre 15 °C y 20 °C, distribuidos por Chile desde el sur de Talca hasta el archipiélago de Chiloé, entre 35° y 42° de latitud sur
Su actividad reproductora tiene lugar de junio a septiembre.